# Smeretschna
Koordinaten: 49° 28′ 40″ N, 22° 47′ 46″ O

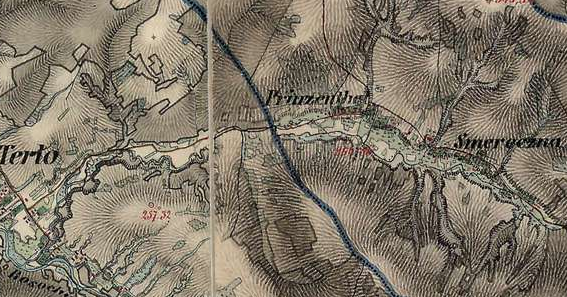
Smereczna und Prinzental auf der Franziszeischen Landesaufnahme um die Mitte des 19. Jahrhunderts

Smeretschna (ukrainisch Смеречна, polnisch Smereczna) ist ein ehemaliges Dorf in der westlichen Ukraine, jetzt einige Gebäude innerhalb des Dorfes Terlo (Терло), im Rajon Sambir der Oblast Lwiw.
Es wurde im frühen 16. Jahrhundert als königliches Dorf in der Starostei Przemyśl gegründet. Es gehörte zunächst zur Woiwodschaft Ruthenien der Adelsrepublik Polen-Litauen. Im Jahre 1567 wurde die lokale orthodoxe Kirche erwähnt. Bei der Ersten Teilung Polens kam das Dorf 1772 zum neuen Königreich Galizien und Lodomerien des habsburgischen Kaiserreichs (ab 1804).
Im Jahre 1784 wurden auf dem Grund des walachischen Dorfes im Zuge der Josephinischen Kolonisation deutsche Kolonisten lutherischer (meistens) und reformierter Konfession angesiedelt. Die Kolonie wurde Prinzenthal genannt und wurde eine unabhängige Gemeinde. Die Protestanten gehörten der Pfarrgemeinde in Bandrów an.
Im Jahre 1900 hatte die Gemeinde Smereczna 32 Häuser mit 220 Einwohnern, davon waren 216 Ruthenischsprachige, 4 Deutschsprachige, 215 griechisch-katholisch, 4 Juden. Die Gemeinde Prinzenthal hatte 11 Häuser mit 74 Einwohnern, davon waren 69 Deutschsprachige, 5 Ruthenischsprachige, 6 griechisch-katholisch, 68 anderen Glaubens.
Nach dem Ende des Polnisch-Ukrainischen Kriegs 1919 kamen beide Gemeinden zu Polen. Im Jahre 1921 hatte Smereczna 33 Häuser mit 221 Einwohnern, davon waren 214 griechisch-katholische Ruthenen und 7 römisch-katholische Polen. Prinzenthal hatte 8 Häuser mit 41 Einwohnern, davon waren 36 evangelische Deutsche und 5 griechisch-katholische Ruthenen.
Im Verlauf des Zweiten Weltkriegs wurde der Ort zunächst von der Sowjetunion besetzt und kam dann 1941 in den Distrikt Galizien. Die Deutschen aus Prinzenthal wurden 1940 infolge des Deutsch-Sowjetischen Grenz- und Freundschaftsvertrages umgesiedelt. Die Einwohner von Smeretschna wurden im Jahre 1952 aus unbekannten Gründen umgesiedelt, und die lokale griechisch-katholische Kirche wurde abgerissen.